# Nati il 9 settembre
| Questa pagina contiene informazioni ricavate automaticamente dalle voci biografiche con l'ausilio del template Bio e di un bot. L'aggiornamento è periodico e automatico e ricostruisce completamente la pagina. Se manca una persona in questa lista, sei pregato di non aggiungerla, ma accertati piuttosto che la sua voce biografica contenga il template Bio e che i dati anagrafici siano correttamente compilati. Se il template Bio manca, inseriscilo tu stesso o, in alternativa, metti l'avviso {{tmp\|Bio}} che ne segnala la mancanza. Se i dati riportati sono sbagliati, correggi direttamente la voce biografica; le modifiche saranno visibili in questa lista entro pochi giorni. Per chiarimenti vedi il progetto biografie. La lista contiene solo le 1.195 persone che sono citate nell'enciclopedia e per le quali è stato implementato correttamente il template Bio. Pagina aggiornata al 17 ago 2025. |

## IV secolo(1)
- 384 - Onorio, imperatore romano († 423)

## XIV secolo(2)
- 1349 - Alberto III d'Asburgo, nobile († 1395)
- 1389 - Pierre de Rieux, militare francese († 1439)

## XV secolo(2)
- 1401 - Giovanni Antonio Orsini del Balzo, nobile e condottiero italiano († 1463)
- 1466 - Ashikaga Yoshitane, militare giapponese († 1523)

## XVI secolo(11)
- 1506 - Alfonso Tornabuoni, vescovo cattolico italiano († 1578)
- 1516 - Francesco Robortello, umanista italiano († 1567)
- 1528 - Federico Gonzaga, nobile italiano († 1570)
- 1539 - Andrea Gonzaga, nobile italiano († 1586)
- 1540 - Giovanni VII di Oldenburg, nobile tedesco († 1603)
- 1546 - Chō Tsuratatsu, militare giapponese († 1619)
- 1558 - Filippo Emanuele di Lorena, duca francese († 1602)
- 1558 - Maddalena di Waldeck, nobile tedesca († 1599)
- 1569 - Joachim Andreas von Schlick, politico boemo († 1621)
- 1585 - Armand-Jean du Plessis de Richelieu, cardinale, politico e vescovo cattolico francese († 1642)
- 1595 - Juan Eusebio Nieremberg, scrittore spagnolo († 1658)

## XVII secolo(11)
- 1616 - Giuseppe Balzano, compositore maltese († 1700)
- 1624 - Alphonse de Berghes, arcivescovo cattolico belga († 1689)
- 1631 - Fortunato Vinaccesi, scienziato italiano († 1713)
- 1659 - Maria Vittoria Gonzaga, nobile italiana († 1707)
- 1667 - Felice Torelli, pittore italiano († 1748)
- 1677 - Alessandro Benedetto Sobieski, nobile, diplomatico e religioso polacco († 1714)
- 1679 - Pompeo Campana, tipografo italiano († 1743)
- 1690 - Nicolas-Charles de Saulx-Tavannes, cardinale e arcivescovo cattolico francese († 1759)
- 1693 - Quinault-Dufresne, attore teatrale francese († 1767)
- 1700 - Emilio Luci, politico e giurista italiano († 1766)
- 1700 - Anna Sofia di Schwarzburg-Rudolstadt, nobile tedesca († 1780)

## XVIII secolo(30)
- 1706 - Francesco Maria Banditi, cardinale e arcivescovo cattolico italiano († 1796)
- 1719 - Antonio Cavaleri, vescovo cattolico italiano († 1792)
- 1731 - Francesco Saverio Clavigero, gesuita, docente e storico messicano († 1787)
- 1737 - Luigi Galvani, fisiologo, fisico e anatomista italiano († 1798)
- 1739 - Gioacchino Maria Adami, politico italiano († 1815)
- 1739 - Donnino Ferrari, architetto italiano († 1817)
- 1743 - Johann Jacob Ferber, mineralogista svedese († 1790)
- 1751 - Uesugi Harunori, giapponese († 1822)
- 1754 - William Bligh, ufficiale britannico († 1817)
- 1758 - Alexander Nasmyth, pittore scozzese († 1840)
- 1768 - Martial Beyrand, generale francese († 1796)
- 1769 - Ivan Petrovyč Kotljarevs'kyj, scrittore, poeta e commediografo ucraino († 1838)
- 1769 - Cornelis van Maanen, politico olandese († 1846)
- 1773 - Louis-Michel Letort de Lorville, generale francese († 1815)
- 1774 - Salomon Mayer von Rothschild, banchiere tedesco († 1855)
- 1775 - Francisco Ramón Vicuña, politico cileno († 1849)
- 1776 - Philip Broke, nobile e militare britannico († 1841)
- 1778 - Clemens Brentano, scrittore, poeta e viaggiatore tedesco († 1842)
- 1780 - Nicolò Bettoli, architetto italiano († 1854)
- 1783 - Lodovico Menin, abate e storico italiano († 1868)
- 1785 - Nicolò Gatto, vescovo cattolico italiano († 1831)
- 1786 - Rosalie Rendu, religiosa francese († 1856)
- 1789 - William Cranch Bond, astronomo statunitense († 1859)
- 1789 - Menachem Mendel Schneersohn, filosofo, mistico e rabbino russo († 1866)
- 1791 - José María Paz, generale argentino († 1854)
- 1792 - Giuliano Bollo, politico italiano († 1878)
- 1792 - Lev Alekseevič Perovskij, mineralogista russo († 1856)
- 1798 - Joseph Anselm Feuerbach, archeologo e filologo classico tedesco († 1851)
- 1799 - Alvise Francesco Mocenigo, politico e imprenditore italiano († 1884)
- 1800 - François-Augustin Delamare, arcivescovo cattolico francese († 1871)

## XIX secolo(173)
- 1801 - Moritz Hermann von Jacobi, fisico e ingegnere prussiano († 1874)
- 1802 - Giuseppe Panattoni, avvocato e politico italiano († 1874)
- 1802 - Anne-Édouard-Louis-Joseph de Montmorency, nobile francese († 1878)
- 1803 - Nasir-ud-Din Haidar, sovrano indiano († 1837)
- 1804 - Alessandro di Württemberg, principe tedesco († 1885)
- 1804 - Pietro Pietramellara, militare e patriota italiano († 1849)
- 1806 - Sarah Mapps Douglass, scrittrice, pittrice e oratrice statunitense († 1882)
- 1808 - Wendela Hebbe, giornalista e scrittrice svedese († 1899)
- 1809 - Jenny d'Héricourt, scrittrice e giornalista francese († 1875)
- 1813 - Gaetano Milanesi, storico dell'arte e paleografo italiano († 1895)
- 1813 - Giuseppe Pica, avvocato e politico italiano († 1887)
- 1814 - Élisabeth Eppinger, religiosa francese († 1867)
- 1814 - Royal E. House, inventore statunitense († 1895)
- 1817 - Speed Smith Fry, generale, giudice e avvocato statunitense († 1892)
- 1817 - Johann Gottfried Piefke, compositore prussiano († 1884)
- 1818 - Jules Allix, avvocato e attivista francese († 1903)
- 1819 - Achille Del Giudice, politico italiano († 1907)
- 1820 - Giacomo Zanella, presbitero, poeta e traduttore italiano († 1888)
- 1821 - Gennaro Sambiase Sanseverino, politico italiano († 1901)
- 1822 - Napoleone Giuseppe Carlo Paolo Bonaparte, generale francese († 1891)
- 1823 - Joseph Leidy, paleontologo statunitense († 1891)
- 1824 - Abílio César Borges, medico e educatore brasiliano († 1891)
- 1824 - Svend Grundtvig, filologo danese († 1883)
- 1824 - Robert Friedrich Wilms, chirurgo tedesco († 1880)
- 1826 - Federico I di Baden, sovrano tedesco († 1907)
- 1828 - Giovanni Nicotera, politico e patriota italiano († 1894)
- 1828 - Lev Tolstoj, scrittore, filosofo e educatore russo († 1910)
- 1829 - Konrad Knoll, scultore tedesco († 1899)
- 1830 - Lajos Tüköry, patriota e militare ungherese († 1860)
- 1831 - William Montagu Douglas Scott, VI duca di Buccleuch, politico britannico († 1914)
- 1838 - Isacco Arcangeli, militare e farmacista italiano († 1917)
- 1838 - Bonifacio Maria Krug, abate tedesco († 1909)
- 1839 - Edmond-Frédéric Fuzet, arcivescovo cattolico e scrittore francese († 1915)
- 1839 - Gerlando Maria Genuardi, vescovo cattolico italiano († 1907)
- 1839 - Laura Spelman Rockefeller, filantropa statunitense († 1915)
- 1839 - Maria Swanenburg, serial killer olandese († 1915)
- 1840 - Pompeo Cambiasi, musicologo e politico italiano († 1908)
- 1840 - Nicola Ricciuti, magistrato e politico italiano († 1910)
- 1841 - Paul Eyschen, politico lussemburghese († 1915)
- 1842 - Elliott Coues, storico e ornitologo statunitense († 1889)
- 1843 - Marco Besso, dirigente d'azienda e letterato italiano († 1920)
- 1843 - Emilio Brusa, giurista e politico italiano († 1908)
- 1843 - Oscar Montelius, archeologo svedese († 1921)
- 1843 - Emily Villiers, nobildonna inglese († 1927)
- 1844 - Wilhelm von Branca, geologo e paleontologo tedesco († 1928)
- 1844 - Louis Rossel, militare francese († 1871)
- 1844 - Hubert Sattler, oculista austriaco († 1928)
- 1845 - Ignác Acsády, storico ungherese († 1906)
- 1846 - Svetozar Marković, politico e scrittore serbo († 1875)
- 1849 - Sergej Illarionovič Vasil'čikov, nobile e ufficiale russo († 1926)
- 1850 - Bhāratendu Hariścaṃdra, poeta e drammaturgo indiano († 1885)
- 1850 - Jane Ellen Harrison, storica delle religioni e linguista britannica († 1928)
- 1850 - Leopoldo Miguez, compositore, violinista e direttore d'orchestra brasiliano († 1902)
- 1851 - Mabel Collins, scrittrice inglese († 1927)
- 1852 - Mario de Maria, pittore e architetto italiano († 1924)
- 1852 - John Henry Poynting, fisico britannico († 1914)
- 1853 - Pierre Marie, neurologo e medico francese († 1940)
- 1855 - Houston Stewart Chamberlain, scrittore e filosofo britannico († 1927)
- 1855 - Secondo Pia, avvocato e fotografo italiano († 1941)
- 1856 - Vincenz Hrubý, scacchista cecoslovacco († 1917)
- 1857 - Agatha Bârsescu, attrice teatrale, cantante lirica e insegnante rumena († 1939)
- 1857 - August Gissler, esploratore e avventuriero tedesco († 1935)
- 1857 - Pompeo Mariani, pittore italiano († 1927)
- 1857 - Ernst Siemerling, neurologo e psichiatra tedesco († 1931)
- 1858 - Claude Wilson, calciatore inglese († 1881)
- 1859 - Elvira Colonnese, cantante lirica italiana († 1949)
- 1859 - Oskar Eckenstein, alpinista, scrittore e esploratore inglese († 1921)
- 1859 - Lu Rongting, generale e politico cinese († 1928)
- 1860 - Frank Morley, matematico britannico († 1937)
- 1860 - Franz Nissl, neurologo tedesco († 1919)
- 1861 - Giovanni Battista Ghersi, militare e politico italiano († 1944)
- 1862 - Léon Boëllmann, organista e compositore francese († 1897)
- 1862 - Maurice Eliot, pittore, incisore e illustratore francese († 1945)
- 1862 - Giovanni Rosadi, politico e avvocato italiano († 1925)
- 1864 - Francisco Iturrino, pittore spagnolo († 1924)
- 1866 - Carolina Amari, educatrice e filantropa italiana († 1942)
- 1866 - Antonio Mosconi, politico italiano († 1955)
- 1867 - Louis Dapples, manager svizzera († 1937)
- 1867 - Shin Hirayama, astronomo giapponese († 1945)
- 1867 - Ernst Oppler, pittore tedesco († 1929)
- 1869 - Cornelia Fabri, matematica italiana († 1915)
- 1870 - Émile Chapelier, scrittore, anarchico e esperantista belga († 1933)
- 1870 - Giuseppe Colli di Felizzano, diplomatico italiano († 1937)
- 1871 - Friedrich-Carl Peus, politico tedesco († 1950)
- 1872 - Phan Châu Trinh, rivoluzionario e patriota vietnamita († 1926)
- 1873 - Marcel Boulenger, schermidore francese († 1932)
- 1873 - Ernesto Ceirano, imprenditore italiano († 1953)
- 1873 - Theodor Kroyer, docente e musicologo tedesco († 1945)
- 1873 - Max Reinhardt, regista teatrale e attore teatrale austriaco († 1943)
- 1873 - Henry Weyland, ginnasta e multiplista statunitense († 1950)
- 1874 - William DeWitt Mitchell, politico statunitense († 1955)
- 1875 - Alfredo Rocco, giurista e politico italiano († 1935)
- 1875 - Delphia Welford, supercentenaria statunitense († 1992)
- 1876 - Michele Adinolfi, prefetto e politico italiano († 1959)
- 1876 - Frank Chance, giocatore di baseball e allenatore di baseball statunitense († 1924)
- 1876 - Basil Lubbock, navigatore e scrittore britannico († 1944)
- 1876 - Mario Merighi, medico e politico italiano († 1970)
- 1877 - Paul Capellani, attore e sceneggiatore francese († 1960)
- 1878 - Demetrio Asinari di Bernezzo, militare, imprenditore e politico italiano († 1939)
- 1878 - Adelaide Crapsey, poetessa statunitense († 1914)
- 1878 - Arthur Fox, schermidore statunitense († 1958)
- 1878 - Ekaterina Aleksandrovna Jur'evskaja, russa († 1959)
- 1878 - Sergio Osmeña, politico filippino († 1961)
- 1880 - Arturo Danusso, ingegnere e politico italiano († 1968)
- 1880 - Manuel Borras y Ferré, vescovo cattolico spagnolo († 1936)
- 1880 - Bernard Groethuysen, filosofo, sociologo e storico tedesco († 1946)
- 1880 - Newman Samuel, tuffatore statunitense († 1944)
- 1881 - Panagiōtīs Poulitsas, politico e archeologo greco († 1968)
- 1881 - Aniela Salawa, religiosa polacca († 1922)
- 1882 - Carl Gregory, direttore della fotografia, regista cinematografico e sceneggiatore statunitense († 1951)
- 1882 - Victor Hammer, pittore, incisore e tipografo austriaco († 1967)
- 1882 - Henry Lascelles, VI conte di Harewood, nobile e ufficiale britannico († 1947)
- 1883 - Omer Beaugendre, ciclista su strada francese († 1954)
- 1884 - Orazio Toraldo di Francia, ufficiale e geografo italiano († 1958)
- 1884 - Ferdinando d'Orléans, principe francese († 1924)
- 1885 - Romà Forns, allenatore di calcio e calciatore spagnolo († 1942)
- 1885 - Paul Henckels, attore tedesco († 1967)
- 1885 - Andrew Jack, fisico e esploratore australiano († 1966)
- 1885 - Clare Consuelo Sheridan, scultrice, scrittrice e giornalista inglese († 1970)
- 1885 - Corrado Tumiati, medico, scrittore e giornalista italiano († 1967)
- 1887 - Berto Ferrari, pittore italiano († 1965)
- 1887 - Alf Landon, politico statunitense († 1987)
- 1887 - Raymond Walburn, attore statunitense († 1969)
- 1888 - Miguel Ángel Builes Gómez, vescovo cattolico colombiano († 1971)
- 1889 - Desdemona Balistrieri, attrice italiana († 1976)
- 1889 - Arduino Garelli, generale italiano († 1953)
- 1889 - Paolo Ricca Salerno, economista italiano († 1951)
- 1889 - Marguerite Snow, attrice statunitense († 1958)
- 1890 - Kurt Lewin, psicologo tedesco († 1947)
- 1890 - Dmitrij Petrovič Svjatopolk-Mirskij, scrittore, saggista e critico letterario russo († 1939)
- 1890 - Harland Sanders, imprenditore statunitense († 1980)
- 1891 - Melanio Laugeri, arbitro di calcio e medico italiano († 1958)
- 1891 - Alessandro Lessona, ufficiale, politico e dirigente sportivo italiano († 1991)
- 1892 - Tsuru Aoki, attrice giapponese († 1961)
- 1892 - Nils Westermark, velista svedese († 1980)
- 1892 - Ferruccio Ranza, generale e aviatore italiano († 1973)
- 1892 - Immacolata d'Asburgo-Lorena, principessa austriaca († 1971)
- 1892 - Anastasija Michajlovna de Torby, contessa († 1977)
- 1893 - Georges Detreille, ciclista su strada francese († 1957)
- 1893 - Margarete Himmler, infermiera tedesca († 1967)
- 1893 - Alfonso Samoggia, militare italiano († 1916)
- 1894 - Georges Barbot, militare e aviatore francese († 1988)
- 1894 - Carlos F. Borcosque, regista e sceneggiatore cileno († 1965)
- 1894 - Giuseppe Fossati, calciatore italiano († 1983)
- 1894 - Arthur Freed, produttore cinematografico, cantante e paroliere statunitense († 1973)
- 1894 - Hamidullah Khan, indiano († 1960)
- 1894 - Poul Henningsen, architetto e designer danese († 1967)
- 1896 - Blanche Amblard, tennista francese († 1974)
- 1896 - Suzanne Amblard, tennista francese († 1980)
- 1896 - Aleksej Innokent'evič Antonov, generale sovietico († 1962)
- 1896 - Tommaso Colonnello, pittore italiano († 1975)
- 1896 - Ettore Frattari, politico italiano († 1976)
- 1896 - Marcel Huot, ciclista su strada francese († 1954)
- 1896 - Michele Mancino, politico italiano († 1995)
- 1896 - Ugo Spirito, filosofo italiano († 1979)
- 1897 - Antonio Atti, politico italiano
- 1897 - Muriel Freeman, schermitrice britannica († 1980)
- 1897 - Guglielmo Grandjacquet, aviatore e ufficiale italiano († 1940)
- 1898 - Frankie Frisch, giocatore di baseball e allenatore di baseball statunitense († 1973)
- 1898 - Pauline Garon, attrice canadese († 1965)
- 1898 - Yvonne Hagnauer, pedagoga francese († 1985)
- 1898 - Trygve Løken, calciatore norvegese († 1955)
- 1898 - Vincenzo Turco, politico italiano († 1984)
- 1899 - Brassaï, fotografo ungherese († 1984)
- 1899 - Neil Hamilton, attore statunitense († 1984)
- 1899 - Waite Hoyt, giocatore di baseball statunitense († 1984)
- 1899 - Marija Veniaminovna Judina, pianista sovietica († 1970)
- 1899 - Cyril McLaglen, attore britannico († 1987)
- 1900 - Carlo Crotti, calciatore e allenatore di calcio italiano († 1963)
- 1900 - Edmund Hansen, pistard danese († 1995)
- 1900 - James Hilton, scrittore e sceneggiatore britannico († 1954)
- 1900 - Elisa Salvadori, religiosa italiana († 1987)
- 1900 - Attilio Tissi, alpinista, antifascista e politico italiano († 1959)

## XX secolo(936)
- 1901 - Erling Andersen, calciatore norvegese († 1969)
- 1901 - Kurt Erdmann, storico dell'arte tedesco († 1964)
- 1901 - Agostinho Fortes Filho, calciatore brasiliano († 1966)
- 1901 - Joannes Cassianus Pompe, patologo olandese († 1945)
- 1901 - Jürgen Wagner, generale tedesco († 1947)
- 1902 - Gianni Oberto Tarena, avvocato e politico italiano († 1980)
- 1902 - Octave Terrienne, missionario e vescovo cattolico francese († 1994)
- 1902 - Fred Tootell, martellista statunitense († 1964)
- 1903 - Giorgio Masè, calciatore italiano († 1981)
- 1903 - Phyllis A. Whitney, scrittrice statunitense († 2008)
- 1904 - Goffredo Alessandrini, regista e ostacolista italiano († 1978)
- 1904 - Nino Bergese, cuoco italiano († 1977)
- 1904 - Tat'jana Bulach Gardina, attrice e poetessa sovietica († 1973)
- 1904 - Feroze Khan, hockeista su prato indiano († 2005)
- 1904 - Julien Sottiault, calciatore francese († 1975)
- 1905 - Sergio Bettini, storico dell'arte italiano († 1986)
- 1905 - Renata Marchionni Zanchi, politica italiana († 1982)
- 1906 - Aileen Fisher, scrittrice statunitense († 2002)
- 1906 - Pietro Francisci, regista e sceneggiatore italiano († 1977)
- 1906 - Harri Larva, mezzofondista finlandese († 1980)
- 1906 - Nikolaj Gavrilovič Černyšëv, ingegnere sovietico († 1953)
- 1907 - Edward Louis Heston, arcivescovo cattolico statunitense († 1973)
- 1907 - Blagoje Marjanović, calciatore e allenatore di calcio jugoslavo († 1984)
- 1908 - Bernard Lorjou, pittore e scultore francese († 1986)
- 1908 - Federico Mompellio, musicologo, critico musicale e compositore italiano († 1989)
- 1908 - Cesare Pavese, scrittore, poeta e traduttore italiano († 1950)
- 1908 - Mariano Pittana, architetto italiano († 1986)
- 1908 - Ed Prentiss, attore statunitense († 1992)
- 1909 - Rita Carewe, attrice statunitense († 1955)
- 1909 - Leela Chitnis, attrice e regista indiana († 2003)
- 1909 - Luciano Cozzi, tuffatore italiano († 1996)
- 1909 - Pierre Jahan, fotografo, pittore e illustratore francese († 2003)
- 1909 - Arthur Jonath, velocista tedesco († 1963)
- 1909 - Fred Korth, politico statunitense († 1998)
- 1909 - Giovanni Luciani, calciatore italiano
- 1909 - Setsuko, principessa Chichibu, principessa giapponese († 1995)
- 1910 - Vezio Crisafulli, giurista e costituzionalista italiano († 1986)
- 1910 - Pat Glover, calciatore gallese († 1971)
- 1910 - Sidney Leslie Goodwin, inglese († 1912)
- 1910 - Severino Menardi, sciatore italiano († 1978)
- 1910 - Tonny van Lierop, hockeista su prato olandese († 1982)
- 1911 - Richard Baer, militare tedesco († 1963)
- 1911 - John Gorton, politico australiano († 2002)
- 1911 - Frank Kurtz, tuffatore e aviatore statunitense († 1996)
- 1911 - Ol'ga Izmajlovna Semënova-Tjan-Šanskaja, scacchista sovietica († 1970)
- 1911 - Yin Guiren, cestista cinese
- 1911 - Antonio del Amo, regista e sceneggiatore spagnolo († 1991)
- 1912 - Aage Gilberg, medico e scrittore danese († 2002)
- 1912 - Wilhelm Oxenius, militare tedesco († 1979)
- 1913 - Oscar Stamet, calciatore lussemburghese († 1981)
- 1914 - Dante Amarilli, calciatore italiano († 2011)
- 1914 - Pedro Armillas, antropologo e archeologo spagnolo († 1984)
- 1914 - Oscar Carboni, cantante italiano († 1993)
- 1914 - Luigi Chiodi, letterato e scrittore italiano († 1988)
- 1914 - James Seay, attore statunitense († 1992)
- 1914 - Vezio Terzi, militare e aviatore italiano († 1944)
- 1915 - Paolo Bufalini, politico e partigiano italiano († 2001)
- 1915 - Gozo Shioda, artista marziale giapponese († 1994)
- 1915 - Richard Webb, attore statunitense († 1993)
- 1916 - Lionello De Felice, regista e sceneggiatore italiano († 1989)
- 1916 - Alejo Russell, tennista argentino († 1977)
- 1916 - Ada Tschechowa, attrice teatrale e imprenditrice tedesca († 1966)
- 1917 - Stefano Germanò, politico italiano († 1999)
- 1917 - Frank Robbins, fumettista statunitense († 1994)
- 1917 - Rolf Wenkhaus, attore tedesco († 1942)
- 1918 - Oscar Luigi Scalfaro, politico e magistrato italiano († 2012)
- 1918 - Boris Vladimirovič Zachoder, poeta, scrittore e sceneggiatore sovietico († 2000)
- 1919 - Otto Paul Clavadetscher, storico svizzero († 2015)
- 1919 - Gottfried Dienst, arbitro di calcio svizzero († 1998)
- 1919 - John Ljunggren, marciatore svedese († 2000)
- 1919 - Jacques Marin, attore francese († 2001)
- 1919 - Pete Pasko, cestista e allenatore di pallacanestro statunitense († 2004)
- 1919 - Tahia Halim, pittrice e artista egiziana († 2003)
- 1920 - Joseph Epes Brown, antropologo e storico delle religioni statunitense († 2000)
- 1920 - Domenico Carattino, velista italiano († 2014)
- 1920 - Danilo Soligo, pittore e restauratore italiano († 2016)
- 1921 - Umberto Cardia, politico italiano († 2003)
- 1921 - Stelio Mattioni, scrittore italiano († 1997)
- 1921 - Alessandro Ossicini, matematico italiano († 1999)
- 1921 - Ermanno Palmieri, calciatore italiano († 1982)
- 1921 - Richard S. Prather, scrittore statunitense († 2007)
- 1921 - Mario Viglietti, presbitero e docente italiano († 2007)
- 1921 - Abd al-Ghani al-Gamassi, generale egiziano († 2003)
- 1922 - Bernard Bailyn, storico statunitense († 2020)
- 1922 - John Bosak, cestista statunitense († 1994)
- 1922 - Hoyt Curtin, compositore e produttore discografico statunitense († 2000)
- 1922 - Hans Dehmelt, fisico tedesco († 2017)
- 1922 - Manōlīs Glezos, scrittore, politico e partigiano greco († 2020)
- 1922 - Fortune Gordien, discobolo e pesista statunitense († 1990)
- 1922 - Billy Graham, pugile statunitense († 1992)
- 1922 - Warwick Kerr, biologo, genetista e entomologo brasiliano († 2018)
- 1922 - Witold Lesiewicz, regista e sceneggiatore polacco († 2012)
- 1923 - Giorgio Aebi, calciatore italiano († 2005)
- 1923 - Tarcisio Carboni, vescovo cattolico italiano († 1995)
- 1923 - Daniel Carleton Gajdusek, medico statunitense († 2008)
- 1923 - Walter Giacomello, calciatore italiano
- 1923 - Mirella Karpati, pedagoga italiana († 2017)
- 1923 - Tony Kaseta, cestista statunitense († 1995)
- 1923 - Max Lüscher, psicoterapeuta, sociologo e filosofo svizzero († 2017)
- 1923 - Cliff Robertson, attore statunitense († 2011)
- 1923 - Elmārs Zemgalis, scacchista lettone († 2014)
- 1924 - José Florio, calciatore argentino († 2009)
- 1924 - Jane Greer, attrice statunitense († 2001)
- 1924 - Manuel Hermida Losada, calciatore spagnolo († 2005)
- 1924 - Sylvia Miles, attrice statunitense († 2019)
- 1924 - Gianni Palminteri, artista e pittore italiano († 1996)
- 1924 - Mario Tedeschi, giornalista e politico italiano († 1993)
- 1924 - Rik Van Steenbergen, ciclista su strada e pistard belga († 2003)
- 1925 - Serena Foglia, scrittrice, sociologa e psicologa italiana († 2010)
- 1925 - Max Imdahl, storico dell'arte tedesco († 1988)
- 1925 - Roque Olsen, calciatore e allenatore di calcio argentino († 1992)
- 1925 - Roberto Palleschi, politico italiano († 2009)
- 1925 - Francesco Salerno, politico e dirigente sportivo italiano († 1998)
- 1925 - Soňa Červená, mezzosoprano e attrice teatrale ceca († 2023)
- 1926 - Oscar Montez, allenatore di calcio argentino
- 1926 - Hannes Schmidhauser, calciatore, attore e sceneggiatore svizzero († 2000)
- 1926 - German Zonin, allenatore di calcio e calciatore sovietico († 2021)
- 1926 - Yusuf al-Qaradawi, teologo qatariota († 2022)
- 1927 - Giuseppe D'Avino, calciatore italiano († 2011)
- 1927 - Bengt Dalunde, attore e direttore della fotografia svedese († 2019)
- 1927 - Vasso Devetzi, pianista greca († 1987)
- 1927 - Lino Esterino Garavaglia, vescovo cattolico italiano († 2020)
- 1927 - Elvin Jones, batterista statunitense († 2004)
- 1927 - Pierino Munari, batterista italiano († 2017)
- 1927 - Sergio Piro, psichiatra italiano († 2009)
- 1928 - Fritz Herkenrath, calciatore tedesco († 2016)
- 1928 - Vera Kistiakowsky, fisica e attivista statunitense († 2021)
- 1928 - Sol LeWitt, artista statunitense († 2007)
- 1928 - Leopoldo Attilio Martino, politico italiano († 2019)
- 1928 - Manuel Scorza, scrittore e politico peruviano († 1983)
- 1928 - Gabrielle Vincent, scrittrice, disegnatrice e illustratrice belga († 2000)
- 1928 - Ahmad al-Tayyeb Aldj, poeta, drammaturgo e traduttore marocchino († 2012)
- 1929 - Fides Benini, nuotatrice italiana († 1993)
- 1929 - Bernardo Brusca, mafioso italiano († 2000)
- 1929 - Giorgio Calcagno, giornalista, critico letterario e scrittore italiano († 2004)
- 1929 - Arcangelo Lobianco, politico e scrittore italiano
- 1929 - Claude Nougaro, cantante francese († 2004)
- 1929 - Ruth Pfau, medico e religiosa tedesca († 2017)
- 1929 - Stu Phillips, compositore e direttore d'orchestra statunitense
- 1929 - Edmur Ribeiro, calciatore brasiliano († 2007)
- 1929 - Jurate Rosales, giornalista venezuelana († 2023)
- 1930 - Nguyễn Bá Cẩn, politico vietnamita († 2009)
- 1930 - Paolo Castaldi, compositore e saggista italiano († 2021)
- 1930 - Evgenij Korol'kov, ginnasta sovietico († 2014)
- 1930 - Frank Lucas, mafioso e collaboratore di giustizia statunitense († 2019)
- 1930 - Paolo Marzotto, imprenditore italiano († 2020)
- 1930 - Nadežda Rumjanceva, attrice sovietica († 2008)
- 1930 - Jean Spautz, politico lussemburghese
- 1931 - Ruggero De Daninos, attore italiano († 2000)
- 1931 - Barbara Florian, attrice svedese
- 1931 - Zoltán Latinovits, attore ungherese († 1976)
- 1931 - Margaret Tyzack, attrice britannica († 2011)
- 1931 - Keith Whitehead, pallanuotista australiano († 1980)
- 1932 - Bill Porter, mercante statunitense († 2013)
- 1932 - Olga Radenković, cestista jugoslava († 2009)
- 1933 - Achille e Giovanni Judica Cordiglia, italiano († 2015)
- 1933 - Mario Marenco, comico, umorista e attore italiano († 2019)
- 1933 - Antonio Masini, pittore, incisore e scultore italiano († 2018)
- 1933 - Michael Novak, filosofo, giornalista e scrittore statunitense († 2017)
- 1933 - Lidia Pitteri, ginnasta italiana († 2017)
- 1933 - Maigonis Valdmanis, cestista e allenatore di pallacanestro sovietico († 1999)
- 1934 - Nicholas Liverpool, politico dominicense († 2015)
- 1934 - Waldo Machado, calciatore brasiliano († 2019)
- 1934 - Ivica Pajer, attore croato († 2006)
- 1934 - Sonia Sanchez, poetessa statunitense
- 1934 - Milena Usenik, pesista e pittrice jugoslava († 2023)
- 1935 - Guglielmo Bellasi, pilota automobilistico e imprenditore svizzero († 2025)
- 1935 - Francesco Patino, ex calciatore italiano
- 1935 - Nadim Sawalha, attore giordano
- 1935 - Chaim Topol, attore israeliano († 2023)
- 1936 - Bobby Baun, allenatore di hockey su ghiaccio e hockeista su ghiaccio canadese († 2023)
- 1936 - Attilio Bravi, lunghista italiano († 2013)
- 1936 - Hiroshi Hara, architetto giapponese († 2025)
- 1936 - Jerrold Immel, compositore statunitense
- 1936 - Carlos Ortiz, pugile portoricano († 2022)
- 1936 - Franco Sattolo, calciatore e allenatore di calcio italiano († 2023)
- 1937 - Miguel De Lima, ex calciatore brasiliano
- 1937 - Dick LeBeau, ex giocatore di football americano e allenatore di football americano statunitense
- 1937 - Claudio Signorile, politico italiano
- 1938 - Luciano Arbizzani, ex calciatore italiano
- 1938 - Mečyslaǔ Hryb, politico bielorusso
- 1938 - Howard McKeon, politico statunitense
- 1938 - Carmine Mensorio, chirurgo e politico italiano († 1996)
- 1938 - Claudio Nizzi, fumettista e scrittore italiano
- 1938 - Bill Raymond, attore statunitense
- 1938 - Johnny Robinson, ex giocatore di football americano statunitense
- 1938 - Massimo Teodori, politico, storico e giornalista italiano
- 1939 - Luisa Bongrani, egittologa e archeologa italiana († 2024)
- 1939 - Marcel Leborgne, calciatore e allenatore di calcio francese († 2007)
- 1939 - György Pólik, ex cestista ungherese
- 1939 - Reuven Rivlin, politico e avvocato israeliano
- 1939 - Mario Trebbi, calciatore e allenatore di calcio italiano († 2018)
- 1939 - John Van Antwerp Fine Jr., bizantinista, medievista e storico delle religioni statunitense
- 1939 - Ed Victor, editore statunitense († 2017)
- 1940 - Paolo Deganello, architetto e designer italiano
- 1940 - John Dunn, politologo britannico
- 1940 - John Ghaffari, attore e produttore cinematografico iraniano
- 1940 - Joe Negroni, cantante portoricano († 1978)
- 1940 - Giuseppe Pupillo, politico italiano
- 1940 - Josef Riedmann, storico e medievista austriaco
- 1940 - Vicente Segrelles, fumettista e illustratore spagnolo
- 1940 - Lothar Ulsaß, calciatore tedesco († 1999)
- 1941 - George Alhassan, calciatore ghanese († 2013)
- 1941 - Bruno De Hesselle, pallanuotista belga
- 1941 - Otis Redding, cantante statunitense († 1967)
- 1941 - Dennis Ritchie, informatico statunitense († 2011)
- 1941 - Pedro Ercílio Simon, arcivescovo cattolico brasiliano († 2020)
- 1941 - Art Walker, ex triplista statunitense
- 1941 - Karin von Aroldingen, ballerina tedesca († 2018)
- 1942 - Don Ray, produttore discografico, arrangiatore e tastierista francese († 2019)
- 1942 - Tony Gennari, cestista statunitense († 2019)
- 1942 - Derek Trevis, allenatore di calcio e calciatore inglese († 2000)
- 1942 - Leonardo Tricarico, generale e aviatore italiano
- 1942 - Franco Viale, hockeista su ghiaccio italiano († 2014)
- 1943 - Carmelo Aliberti, poeta e critico letterario italiano
- 1943 - Frank Clark, ex calciatore e allenatore di calcio inglese
- 1943 - Bill Fay, cantautore e pianista britannico († 2025)
- 1943 - Art LaFleur, attore statunitense († 2021)
- 1943 - Keith Murdoch, rugbista a 15 neozelandese († 2018)
- 1943 - Tom Shippey, medievista e critico letterario britannico
- 1943 - Pasquale Stoppelli, filologo italiano
- 1943 - Hélène Vincent, attrice e regista teatrale francese
- 1944 - Bernard-Nicolas Aubertin, arcivescovo cattolico francese
- 1944 - Luigi Fenizi, scrittore italiano († 2024)
- 1944 - Teijo Finneman, ex cestista finlandese
- 1944 - Álvaro Gil-Robles, giurista e attivista spagnolo
- 1944 - Maryna Godwin, ex tennista sudafricana
- 1944 - Jim Grabowski, ex giocatore di football americano statunitense
- 1944 - Adam Hnativ, sollevatore sovietico († 2023)
- 1944 - George Mraz, contrabbassista e sassofonista ceco († 2021)
- 1944 - Sergio Vartolo, clavicembalista, organista e direttore d'orchestra italiano
- 1945 - Paolo Cristoni, politico italiano
- 1945 - Ferruccio Ferragamo, imprenditore e dirigente d'azienda italiano
- 1945 - Terry Garbett, ex calciatore inglese
- 1945 - Alphonso Jackson, politico statunitense
- 1945 - John Moore, ex calciatore inglese
- 1945 - Luigi Pasetti, allenatore di calcio e ex calciatore italiano
- 1945 - Dee Dee Sharp, cantante statunitense
- 1945 - Gary Thompson, ex calciatore canadese
- 1945 - Craig Tracy, matematico statunitense
- 1946 - Carmen Berenguer, poetessa e giornalista cilena († 2024)
- 1946 - Miguel Ángel Bustillo, calciatore spagnolo († 2016)
- 1946 - Aleksander Doba, viaggiatore polacco († 2021)
- 1946 - David Emge, attore statunitense († 2024)
- 1946 - Miriam Fried, violinista e docente israeliana
- 1946 - Koichiro Hirayama, ex lottatore giapponese
- 1946 - Doug Ingle, cantante e organista statunitense († 2024)
- 1946 - Evert Kroon, pallanuotista olandese († 2018)
- 1946 - Dirceu Lopes, ex calciatore brasiliano
- 1946 - Rosalio Martires, cestista, attore e politico filippino († 2024)
- 1946 - Fioravante Palestini, criminale italiano
- 1946 - Bruce Palmer, musicista canadese († 2004)
- 1946 - Gordon Plotkin, informatico scozzese
- 1946 - Hayato Tani, attore giapponese
- 1947 - Pierluigi Busatta, allenatore di calcio e ex calciatore italiano
- 1947 - Kenshi Hirokane, fumettista giapponese
- 1947 - Heikki Ikola, ex biatleta finlandese
- 1947 - Annamaria Ludmann, brigatista italiana († 1980)
- 1947 - Giancarlo Narciso, scrittore italiano
- 1947 - Andrzej Olechowski, politico polacco
- 1947 - Edda Ollari, cantante italiana
- 1947 - David Rosenboom, compositore statunitense
- 1947 - Harthorne Wingo, cestista statunitense († 2021)
- 1948 - Dean Harrington, attore, doppiatore e stuntman statunitense
- 1948 - Pamela Des Barres, scrittrice statunitense
- 1948 - Serena Tamburini, musicista e compositrice italiana
- 1949 - John Curry, pattinatore artistico su ghiaccio britannico († 1994)
- 1949 - Ádám Fischer, direttore d'orchestra e compositore ungherese
- 1949 - Alain Mosconi, ex nuotatore francese
- 1949 - Kristen Nygaard Kristensen, allenatore di calcio e ex calciatore danese
- 1949 - Daniel Pipes, giornalista, scrittore e politologo statunitense
- 1949 - Franca Porciani, giornalista, scrittrice e blogger italiana
- 1949 - John Reid, manager britannico
- 1949 - Sara, cantante italiana
- 1949 - Joe Theismann, ex giocatore di football americano statunitense
- 1949 - Susilo Bambang Yudhoyono, politico e generale indonesiano
- 1950 - Ulrike Arnold, pittrice tedesca
- 1950 - Omer Beriziky, diplomatico e politico malgascio
- 1950 - Steve Downing, ex cestista statunitense
- 1950 - John McFee, compositore, violinista e chitarrista statunitense
- 1950 - Jiří Pospíšil, cestista cecoslovacco († 2019)
- 1950 - Mario Zoryez, ex calciatore uruguaiano
- 1951 - Bruno Magras, politico e imprenditore francese
- 1951 - Todorka Nikolova, ex cestista bulgara
- 1951 - Ramón Puerta, politico argentino
- 1951 - Mario Scarabelli, attore e doppiatore italiano
- 1951 - Ildikó Schwarczenberger, schermitrice ungherese († 2015)
- 1951 - Tom Wopat, attore statunitense
- 1952 - Gervais Banshimiyubusa, arcivescovo cattolico burundese
- 1952 - Angela Cartwright, attrice e fotografa statunitense
- 1952 - Pieraldo Dalle Carbonare, imprenditore e dirigente sportivo italiano
- 1952 - Manuel Göttsching, chitarrista e compositore tedesco († 2022)
- 1952 - Lee Morin, ex astronauta e medico statunitense
- 1952 - Norbert Nozy, direttore d'orchestra e sassofonista belga
- 1952 - Phil Palmer, chitarrista britannico
- 1952 - Salvatore Pennacchio, arcivescovo cattolico italiano
- 1952 - David A. Stewart, polistrumentista, cantautore e produttore discografico britannico
- 1952 - Jane Sunderland, linguista e drammaturga britannica
- 1952 - Nadežda Šuvaeva, ex cestista sovietica
- 1952 - José María de la Torre Martín, vescovo cattolico messicano († 2020)
- 1953 - Annamaria Clementi, attrice italiana
- 1953 - Giovanni Lindo Ferretti, cantautore, scrittore e attore italiano
- 1953 - Janet Fielding, attrice australiana
- 1953 - Jacek Kalinowski, ex cestista e allenatore di pallacanestro polacco
- 1953 - Zoran Kačić, pallanuotista jugoslavo
- 1953 - Milcíades Morel, ex calciatore paraguaiano
- 1953 - Bogdan Norčič, saltatore con gli sci jugoslavo († 2004)
- 1953 - Raoul Peck, regista, sceneggiatore e politico haitiano
- 1953 - Nelson Pyatt, ex hockeista su ghiaccio canadese
- 1953 - Gilles Routhier, teologo e presbitero canadese
- 1953 - Ališer Usmanov, imprenditore e dirigente sportivo uzbeko
- 1953 - Mario Vušković, calciatore jugoslavo († 1985)
- 1954 - Greg Coleman, ex giocatore di football americano statunitense
- 1954 - Jeffrey Combs, attore statunitense
- 1954 - Walter Davis, cestista statunitense († 2023)
- 1954 - Amador Lorenzo, ex calciatore spagnolo
- 1954 - Mohsen Rezai, generale e politico iraniano
- 1954 - Milton Vicente Rodríguez, ex calciatore ecuadoriano
- 1955 - Ivo Ballardini, ex calciatore italiano
- 1955 - Francesco Saverio Costanzo, biochimico italiano
- 1955 - Edward Hibbert, attore inglese
- 1955 - Gernot Jurtin, calciatore austriaco († 2006)
- 1955 - John Kricfalusi, animatore e doppiatore canadese
- 1955 - David McNiven, calciatore scozzese
- 1955 - John Novak, attore e doppiatore venezuelano
- 1955 - Gino Soccio, produttore discografico, compositore e disc jockey canadese
- 1955 - Björne Väggö, ex schermidore svedese
- 1956 - Anatolij Pavlovič Arcebarskij, cosmonauta sovietico
- 1956 - Antonio Cocozza, sociologo italiano
- 1956 - Mauro Cutrufo, politico italiano
- 1956 - Ricardo Formosinho, allenatore di calcio e ex calciatore portoghese
- 1956 - Bartl Gensbichler, ex sciatore alpino austriaco
- 1956 - Gomes, ex calciatore brasiliano
- 1956 - Silviu Lung, allenatore di calcio e ex calciatore rumeno
- 1956 - Franco Manzoli, velista italiano
- 1956 - Antonella Rampino, giornalista italiana
- 1956 - Barbara Schüttpelz, ex canoista tedesca
- 1956 - Avi Wigderson, matematico e informatico israeliano
- 1956 - Ibrahim Ahmad Abd al-Sattar Muhammad, generale iracheno († 2010)
- 1957 - Pierre-Laurent Aimard, pianista francese
- 1957 - Shari Arison, imprenditrice statunitense
- 1957 - Maurizio Block, magistrato italiano
- 1957 - Angelo Casciello, scultore e pittore italiano
- 1957 - Carol Cheng, attrice hongkonghese
- 1957 - Šefik Džaferović, politico bosniaco
- 1957 - Lu Edmonds, musicista britannico
- 1957 - Adrian Lee, musicista britannico
- 1957 - Mara Servetto, architetta e designer italiana
- 1957 - Gabriele Tredozi, ingegnere italiano
- 1957 - Massimo Verdastro, attore e regista teatrale italiano
- 1958 - Bernard Blancan, attore francese
- 1958 - Anna Giacobbe, politica italiana
- 1958 - Nathalie Guetta, attrice e circense francese
- 1958 - Aldo C. Schellenberg, generale svizzero
- 1958 - Bertram Schmitt, giurista tedesco
- 1958 - Lucia Valenti, doppiatrice, dialoghista e direttrice del doppiaggio italiana
- 1959 - Luca Blasetti, ex cestista italiano
- 1959 - Ali Bujsaim, ex arbitro di calcio emiratino
- 1959 - Matti Rönkä, scrittore e giornalista finlandese
- 1959 - Éric Serra, compositore francese
- 1959 - Brent Stait, attore canadese
- 1959 - Stanko Subotić, imprenditore e dirigente d'azienda serbo
- 1959 - Laurent Vial, ex ciclista su strada svizzero
- 1960 - Bonnie Aarons, attrice statunitense
- 1960 - Giuseppe Fagnocchi, pianista, docente e musicologo italiano
- 1960 - Gianni Ferreri, attore italiano
- 1960 - Hugh Grant, attore britannico
- 1960 - Paul Grist, fumettista britannico
- 1960 - Wim Kooiman, ex calciatore olandese
- 1960 - Kevin Maguire, fumettista statunitense
- 1960 - Johnson Righeira, cantautore, musicista e produttore discografico italiano
- 1960 - Urmas Sisask, compositore e direttore di coro estone († 2022)
- 1960 - Jose Slaughter, ex cestista statunitense
- 1961 - Francesco Castellani, regista e sceneggiatore italiano
- 1961 - Domenico Cavallo, ciclista su strada e dirigente sportivo italiano († 2023)
- 1961 - James Corsi, giocatore di baseball statunitense († 2022)
- 1961 - Justo Jacquet, ex calciatore paraguaiano
- 1961 - Matjaž Kek, allenatore di calcio e ex calciatore jugoslavo
- 1961 - Pietro Lagnese, arcivescovo cattolico italiano
- 1961 - Neal Purvis e Robert Wade, sceneggiatore britannico
- 1961 - Corso Salani, regista, sceneggiatore e attore italiano († 2010)
- 1961 - Issam Zahreddine, generale siriano († 2017)
- 1962 - Kevin Brock, allenatore di calcio e ex calciatore inglese
- 1962 - Marco De Benedetti, imprenditore e dirigente d'azienda italiano
- 1962 - Alessandra Faiella, comica e attrice italiana
- 1962 - Kaija Kärkinen, cantante e attrice finlandese
- 1962 - Mark Linkous, polistrumentista e cantante statunitense († 2010)
- 1962 - Liza Marklund, scrittrice e giornalista svedese
- 1962 - Fatma Samba Diouf Samoura, diplomatica e dirigente sportiva senegalese
- 1962 - Jack Trudeau, ex giocatore di football americano statunitense
- 1963 - Chris Coons, politico statunitense
- 1963 - Roberto Donadoni, allenatore di calcio e ex calciatore italiano
- 1963 - Dale Rudge, ex calciatore inglese
- 1963 - Michael Tsur, avvocato israeliano
- 1963 - Anu Vehviläinen, politica finlandese
- 1963 - Markus Wasmeier, ex sciatore alpino tedesco
- 1963 - Terry Woodberry, allenatore di calcio, ex calciatore e ex giocatore di calcio a 5 inglese
- 1964 - Paolo Asti, imprenditore italiano
- 1964 - Daniel Batista Lima, dirigente sportivo capoverdiano
- 1964 - Al Castellana, cantautore e produttore discografico italiano
- 1964 - Silvana Fallisi, attrice e comica italiana
- 1964 - Aleksandar Hemon, scrittore bosniaco
- 1964 - John Hughes, allenatore di calcio e ex calciatore scozzese
- 1964 - Denis McBride, rugbista a 15 irlandese
- 1964 - Cæcilie Norby, cantante danese
- 1964 - Marco Rossi, allenatore di calcio e ex calciatore italiano
- 1965 - Beverly Bowes, ex tennista statunitense
- 1965 - Charles Esten, attore e cantante statunitense
- 1965 - Marco Fantasia, giornalista e telecronista sportivo italiano
- 1965 - Jean-Louis Harel, ex ciclista su strada francese
- 1965 - Erick Lonnis, ex calciatore costaricano
- 1965 - Dan Majerle, ex cestista e allenatore di pallacanestro statunitense
- 1965 - Constance Marie, attrice statunitense
- 1965 - Marcel Peeper, ex calciatore olandese
- 1965 - Shawn Ray, ex culturista statunitense
- 1965 - Epameinōndas Samartzidīs, pallanuotista e nuotatore greco († 1996)
- 1965 - Amerigo Verardi, cantautore, musicista e produttore discografico italiano
- 1966 - David Bennent, attore svizzero
- 1966 - Lance Blanks, cestista e dirigente sportivo statunitense († 2023)
- 1966 - Élodie Chérie, ex attrice pornografica francese
- 1966 - Dicte, cantante danese
- 1966 - John Duarte, politico statunitense
- 1966 - Jillian Ellis, dirigente sportiva e allenatrice di calcio inglese
- 1966 - Tommy Guerrero, musicista e skater statunitense
- 1966 - Georg Hackl, ex slittinista tedesco
- 1966 - Michel Muller, attore, regista e sceneggiatore francese
- 1966 - José Ferreira Neto, ex calciatore brasiliano
- 1966 - Luca Salvetti, giornalista e politico italiano
- 1966 - Adam Sandler, attore, comico e produttore cinematografico statunitense
- 1966 - Brian Smith, rugbista a 13, rugbista a 15 e allenatore di rugby a 15 australiano
- 1966 - Alison Sydor, ciclista su strada, ciclocrossista e mountain biker canadese
- 1967 - B.J. Armstrong, ex cestista statunitense
- 1967 - Dan the Automator, produttore discografico e musicista statunitense
- 1967 - Claudio Belotti, scrittore e imprenditore italiano
- 1967 - Aksay Kumar, attore indiano
- 1967 - Chris Caffery, chitarrista statunitense
- 1967 - Gianluca Gori, attore e regista teatrale italiano
- 1967 - Annick Hayraud, allenatrice di rugby a 15, rugbista a 15 e dirigente sportiva francese
- 1967 - Csilla Hegedüs, politica rumena
- 1967 - Shintaro Sakamoto, musicista e cantautore giapponese
- 1967 - Franco Trentalance, ex attore pornografico italiano
- 1967 - Steffen Zesner, ex nuotatore tedesco
- 1968 - Julian Baggini, filosofo e giornalista britannico
- 1968 - Shahbaz Bhatti, politico pakistano († 2011)
- 1968 - Daniel, cantante e attore brasiliano
- 1968 - Jon Drummond, ex velocista statunitense
- 1968 - Nathan Lee Graham, cabarettista e attore statunitense
- 1968 - Slobodan Grubor, allenatore di calcio e ex calciatore austriaco
- 1968 - Donald Johnson, ex tennista statunitense
- 1968 - Jozef Juriga, ex calciatore cecoslovacco
- 1968 - Tharon Mayes, ex cestista statunitense
- 1968 - John Medina, ex calciatore venezuelano
- 1968 - Ari Palolahti, ex fondista finlandese
- 1968 - Adrián Paz, ex calciatore uruguaiano
- 1968 - Ferruccio Sansa, giornalista e politico italiano
- 1968 - Julia Sawalha, attrice britannica
- 1968 - Jocelyn Seagrave, attrice statunitense
- 1968 - Hans-Peter Steinacher, velista austriaco
- 1968 - Cristiano Travaglioli, montatore italiano
- 1968 - Valentina OK, cantante italiana († 2014)
- 1969 - Ademola Bankole, ex calciatore nigeriano
- 1969 - Julio Requena, ex atleta paralimpico spagnolo
- 1969 - Sean Rooks, cestista e allenatore di pallacanestro statunitense († 2016)
- 1969 - Sandra Wagner-Sachse, ex arciera tedesca
- 1970 - Warren Barrett, ex calciatore giamaicano
- 1970 - Jurij Ferrini, attore e regista teatrale italiano
- 1970 - Warren Kidd, ex cestista statunitense
- 1970 - Augusto Mónaco, allenatore di calcio a 5 e ex giocatore di calcio a 5 argentino
- 1970 - Kurt Nogan, ex calciatore gallese
- 1970 - Sascha Paeth, chitarrista, produttore discografico e tecnico del suono tedesco
- 1970 - Andi Rauschmeier, ex saltatore con gli sci austriaco
- 1970 - César Rosales, ex calciatore peruviano
- 1970 - Natalia Streignard, attrice spagnola
- 1970 - Qairat Toksanbaev, ex giocatore di calcio a 5 kazako
- 1971 - Diego Cattani, ex pattinatore di short track italiano
- 1971 - Giovanni Colaone, cestista e hockeista su slittino italiano
- 1971 - Mirio Cosottini, trombettista, compositore e filosofo italiano
- 1971 - Kjersti Grini, ex pallamanista e allenatrice di pallamano norvegese
- 1971 - Glen Housman, ex nuotatore australiano
- 1971 - Shpëtim Kapidani, ex calciatore albanese
- 1971 - Mikel Lasa, ex calciatore spagnolo
- 1971 - Francis Llacer, ex calciatore francese
- 1971 - Antonio Prats Cervera, ex calciatore spagnolo
- 1971 - Simon Royce, allenatore di calcio e ex calciatore inglese
- 1971 - Blendi Sokoli, ex calciatore albanese
- 1971 - Pietro Spada, ex pallavolista italiano
- 1971 - Eric Stonestreet, attore statunitense
- 1971 - Henry Thomas, attore e musicista statunitense
- 1971 - Magali Messmer, triatleta svizzera
- 1971 - Dalibor Škorić, ex calciatore serbo
- 1972 - Mónica Bosch, ex sciatrice alpina spagnola
- 1972 - Bryan Bronson, ex ostacolista statunitense
- 1972 - Peggy Büchse, ex nuotatrice tedesca
- 1972 - Jeff Hartings, ex giocatore di football americano statunitense
- 1972 - Peter Lindau, allenatore di calcio e ex calciatore svedese
- 1972 - Alberto Matano, giornalista, autore televisivo e conduttore televisivo italiano
- 1972 - Maksïm Nïzovcev, ex calciatore kazako
- 1972 - Miriam Oremans, ex tennista olandese
- 1972 - Xavier Pascual Vives, allenatore di pallacanestro spagnolo
- 1972 - Denis Petenev, ex cestista russo
- 1972 - Alexis Rubalcaba, ex pugile cubano
- 1972 - Salvatore Striano, attore italiano
- 1972 - Goran Višnjić, attore croato
- 1972 - Kimio Yamada, goista giapponese
- 1973 - Frode Andresen, ex fondista e biatleta norvegese
- 1973 - Bogdan Aurescu, politico rumeno
- 1973 - Gretchen Egolf, attrice statunitense
- 1973 - Michelle Goh, attrice singaporiana
- 1973 - Jérôme Golmard, tennista francese († 2017)
- 1973 - Kazuhisa Ishii, ex giocatore di baseball e allenatore di baseball giapponese
- 1973 - Aitor Osa, ex ciclista su strada spagnolo
- 1973 - Maria Peszek, cantante e attrice polacca
- 1973 - Volodymyr Savčenko, allenatore di calcio e ex calciatore ucraino
- 1973 - Petar Trbojević, pallanuotista serbo
- 1974 - Vikram Batra, militare indiano († 1999)
- 1974 - Guðmundur Benediktsson, ex calciatore, allenatore di calcio e commentatore televisivo islandese
- 1974 - Lina Brazdeikytė, ex cestista e allenatrice di pallacanestro lituana
- 1974 - Divine Brown, cantante canadese
- 1974 - Ana Carolina, cantautrice, polistrumentista e compositrice brasiliana
- 1974 - Marcos Curiel, chitarrista statunitense
- 1974 - Mathias Färm, chitarrista, cantante e batterista svedese
- 1974 - Susanne Regel, oboista tedesca
- 1974 - Marco Rossato, velista italiano
- 1974 - Ivo Ulich, ex calciatore ceco
- 1974 - Ece Uslu, attrice, doppiatrice e modella turca
- 1975 - Michael Bublé, cantante, attore e produttore discografico canadese
- 1975 - Lorenzo Coleman, cestista statunitense († 2013)
- 1975 - Jari Colla, politico italiano
- 1975 - Jo Jo Garcia, ex cestista e allenatore di pallacanestro statunitense
- 1975 - Jörg Ludewig, ex ciclista su strada tedesco
- 1975 - Anton Oliver, ex rugbista a 15 neozelandese
- 1975 - Andrej Solomatin, ex calciatore russo
- 1975 - Dorota Zagórska, ex pattinatrice artistica su ghiaccio polacca
- 1976 - Jakub Bednaruk, pallavolista polacco
- 1976 - Mick Blue, attore pornografico austriaco
- 1976 - Emma de Caunes, attrice francese
- 1976 - Kevin Drew, cantante e musicista canadese
- 1976 - Arianna Dudine, calciatrice italiana
- 1976 - Artiom Kiouregkian, ex lottatore armeno
- 1976 - José Loayza, ex calciatore boliviano
- 1976 - Andrew Mavis, ex cestista canadese
- 1976 - Lúcia Moniz, cantante e attrice portoghese
- 1976 - Hanno Möttölä, ex cestista e allenatore di pallacanestro finlandese
- 1976 - Landry Poulangoye, ex calciatore gabonese
- 1976 - Aki Riihilahti, ex calciatore finlandese
- 1976 - Kristoffer Rygg, cantautore, musicista e produttore discografico norvegese
- 1976 - Varteres Samurgašev, ex lottatore russo
- 1976 - Frida Scarpa, schermitrice italiana
- 1976 - Frederik Watz, pilota motociclistico svedese
- 1976 - Mattias Öhlund, ex hockeista su ghiaccio svedese
- 1977 - Giovanna Civitillo, showgirl, personaggio televisivo e ballerina italiana
- 1977 - Julieta Díaz, attrice argentina
- 1977 - Cristina Ferreira, conduttrice televisiva e giornalista portoghese
- 1977 - Sébastien Gimbert, pilota motociclistico francese
- 1977 - Bernt Hulsker, ex calciatore norvegese
- 1977 - Jørgen Jalland, ex calciatore, ex giocatore di calcio a 5 e giocatore di beach soccer norvegese
- 1977 - Lampros Lamprou, ex calciatore cipriota
- 1977 - Farzad Majidi, allenatore di calcio e ex calciatore iraniano
- 1977 - Rob Marcello, chitarrista svedese
- 1977 - Maria Rita, cantante e compositrice brasiliana
- 1977 - Stuart Price, disc jockey, produttore discografico e musicista britannico
- 1977 - Nuno Ribeiro, dirigente sportivo e ex ciclista su strada portoghese
- 1977 - Soulja Slim, rapper e cantautore statunitense († 2003)
- 1977 - Fatih Tekke, allenatore di calcio e ex calciatore turco
- 1977 - Léonard Thurre, dirigente sportivo e ex calciatore svizzero
- 1978 - Céline Bara, attrice pornografica francese
- 1978 - Shane Battier, ex cestista statunitense
- 1978 - Rod Brown, ex cestista statunitense
- 1978 - Carla Cocco, cantautrice italiana
- 1978 - Adriano Fida, pittore italiano († 2022)
- 1978 - Gina Gogean, ex ginnasta rumena
- 1978 - Alvin Jones, ex cestista lussemburghese
- 1978 - Maurizio Martina, politico italiano
- 1978 - Katja Temnik, ex cestista slovena
- 1978 - Alioune Touré, ex calciatore francese
- 1978 - Kazuya Yoshioka, ex saltatore con gli sci giapponese
- 1979 - Freddy Bichot, ciclista su strada francese
- 1979 - Marcin Bosak, attore polacco
- 1979 - Nikki DeLoach, attrice e cantante statunitense
- 1979 - Diosdado Gabi, pugile filippino
- 1979 - Anthony Giovacchini, ex cestista statunitense
- 1979 - Pedro Moutinho, ex calciatore portoghese
- 1979 - Chiara Olivieri, giocatrice di curling italiana
- 1980 - Ragnhild Aamodt, ex pallamanista norvegese
- 1980 - Félix Brillant, ex calciatore canadese
- 1980 - Isabelle Caro, modella e attrice teatrale francese († 2010)
- 1980 - Václav Drobný, calciatore ceco († 2012)
- 1980 - Marko Elez, pallanuotista croato
- 1980 - Vitalij Grišin, allenatore di calcio e ex calciatore russo
- 1980 - Steffen Hofmann, ex calciatore tedesco
- 1980 - Sergeý Kozyulïn, calciatore kazako
- 1980 - Tomáš Kučera, ex calciatore ceco
- 1980 - Jani Liimatainen, chitarrista finlandese
- 1980 - Sebastiano Peruzzo, ex arbitro di calcio italiano
- 1980 - Denise Quiñones, modella portoricana
- 1980 - Teemu Rannikko, allenatore di pallacanestro e ex cestista finlandese
- 1980 - Steeve Théophile, ex calciatore francese
- 1980 - Michelle Williams, attrice statunitense
- 1980 - January Ziambo, ex calciatore zambiano
- 1981 - Mohamed Attoumane, ex nuotatore comoriano
- 1981 - Susanna Bordone, cavallerizza italiana
- 1981 - Silvia Calderoni, attrice italiana
- 1981 - Sunny Kingsley Ekeh, ex calciatore nigeriano
- 1981 - Ivan Elez, ex calciatore croato
- 1981 - Markus Fothen, ex ciclista su strada tedesco
- 1981 - Julie Gonzalo, attrice argentina
- 1981 - Manuel Pascali, allenatore di calcio e ex calciatore italiano
- 1981 - Julio Peralta, tennista e allenatore di tennis cileno
- 1981 - Gregorio Salvador Elá, ex calciatore equatoguineano
- 1981 - Sandra Shine, attrice pornografica ungherese
- 1981 - Michał Sobieraj, schermidore polacco
- 1981 - Zhu Yingwen, nuotatrice cinese
- 1982 - Saskia Bartusiak, ex calciatrice tedesca
- 1982 - Francesco Carrozzini, fotografo e regista italiano
- 1982 - Daniele Croce, allenatore di calcio e ex calciatore italiano
- 1982 - B.J. Elder, ex cestista statunitense
- 1982 - Sharrod Ford, ex cestista statunitense
- 1982 - Francesco Gabbani, cantautore e polistrumentista italiano
- 1982 - Wélissa Gonzaga, pallavolista brasiliana
- 1982 - Jonathan Jeremiah, cantautore britannico
- 1982 - John Kuhn, giocatore di football americano statunitense
- 1982 - Jiří Poděbradský, calciatore ceco
- 1982 - Marco Serra, arbitro di calcio italiano
- 1982 - Rômulo Togni, allenatore di calcio e ex calciatore brasiliano
- 1982 - Ai Ōtsuka, cantante giapponese
- 1982 - Brendon Šantalab, calciatore australiano
- 1983 - Keeron Benito, ex calciatore trinidadiano
- 1983 - Anat'oli Boisa, ex cestista e allenatore di pallacanestro georgiano
- 1983 - Elton Brown, ex cestista statunitense
- 1983 - Howard Charles, attore britannico
- 1983 - Chad Coombes, allenatore di calcio e ex calciatore neozelandese
- 1983 - Rhyne Hughes, giocatore di baseball statunitense
- 1983 - Nora Häuptle, allenatrice di calcio e ex calciatrice svizzera
- 1983 - Shin Kanazawa, ex calciatore giapponese
- 1983 - Kim Jung-hwa, attrice sudcoreana
- 1983 - Paul Koehler, batterista e imprenditore canadese
- 1983 - David Moss, cestista e allenatore di pallacanestro statunitense
- 1983 - Adriano Pantaleo, attore italiano
- 1983 - Rodrigo Souto, ex calciatore brasiliano
- 1983 - Alex Romero, giocatore di baseball venezuelano
- 1983 - Katy Steele, cantautrice e chitarrista australiana
- 1983 - Zoe Kazan, attrice e sceneggiatrice statunitense
- 1983 - Víctor Bermúdez, calciatore spagnolo
- 1984 - Wissem Ben Yahia, calciatore tunisino
- 1984 - David Chiotti, ex cestista statunitense
- 1984 - Katja Dieckow, tuffatrice tedesca
- 1984 - Ricardo Ferreira da Silva, calciatore brasiliano
- 1984 - Vincenzo Ferri, apneista italiano
- 1984 - Brad Guzan, calciatore statunitense
- 1984 - Marc Höcher, ex calciatore olandese
- 1984 - Mikalaj Januš, allenatore di calcio e calciatore bielorusso
- 1984 - Vincent Laban, ex calciatore francese
- 1984 - Viktorija Nikišina, schermitrice russa
- 1984 - Andrej Sil'nov, altista russo
- 1984 - Yellow Yeiyah, nuotatore nigeriano
- 1985 - Emanuele Aldrovandi, drammaturgo, sceneggiatore e regista italiano
- 1985 - Andrea Caso, politico italiano
- 1985 - Valerij Dymo, ex nuotatore ucraino
- 1985 - Lior Eliyahu, ex cestista israeliano
- 1985 - Julija Ivanova, ex fondista russa
- 1985 - Martin Johnson, cantautore e produttore discografico statunitense
- 1985 - Sacha Kljestan, ex calciatore statunitense
- 1985 - Nassir Maachi, calciatore olandese
- 1985 - Amy Manson, attrice scozzese
- 1985 - Luka Modrić, calciatore croato
- 1985 - Lilyana Natsir, giocatrice di badminton indonesiana
- 1985 - William Paredes, ex calciatore messicano
- 1985 - Daniela Schwarz, calciatrice svizzera
- 1985 - Sinoti Sinoti, rugbista a 15 neozelandese
- 1985 - Matthew Slater, ex giocatore di football americano statunitense
- 1985 - J.R. Smith, golfista e ex cestista statunitense
- 1985 - João Vilela, ex calciatore portoghese
- 1986 - José Aldo, ex artista marziale misto brasiliano
- 1986 - Daniel Bailey, velocista antiguo-barbudano
- 1986 - Goran Cvijanovič, ex calciatore sloveno
- 1986 - Bobby Green, artista marziale misto statunitense
- 1986 - Amanda Kernell, regista e sceneggiatrice svedese
- 1986 - Aljaksej Kučuk, ex calciatore bielorusso
- 1986 - Helen Kurup, attrice britannica
- 1986 - Jason Lamy-Chappuis, ex sciatore nordico francese
- 1986 - Mike Lawler, politico statunitense
- 1986 - Makoto Matsuura, ex pallavolista giapponese
- 1986 - Luc Mbah a Moute, ex cestista camerunese
- 1986 - Brittney Reese, lunghista statunitense
- 1986 - Ri Myong-guk, ex calciatore nordcoreano
- 1986 - Amina Rouba, canottiera algerina
- 1986 - Ahmed bin Fahd Al Sa'ud, principe, politico e filantropo saudita
- 1987 - Nicole Aniston, attrice pornografica statunitense
- 1987 - Guy Barnea, ex nuotatore israeliano
- 1987 - Jorge Barroso, giocatore di calcio a 5 spagnolo
- 1987 - Sebastian Colloredo, ex saltatore con gli sci italiano
- 1987 - Riley Cooper, giocatore di football americano statunitense
- 1987 - Bruna Cusí, attrice spagnola
- 1987 - Abel Dhaira, calciatore ugandese († 2016)
- 1987 - Allegra Edwards, attrice statunitense
- 1987 - Ahmed Elmohamady, ex calciatore egiziano
- 1987 - Mouni Farro, attrice francese
- 1987 - Nicholas Green, statunitense († 1994)
- 1987 - Josh Herdman, attore e artista marziale misto britannico
- 1987 - Jung Il-woo, attore sudcoreano
- 1987 - Markus Jürgenson, ex calciatore estone
- 1987 - Kang Kyung-ho, artista marziale misto sudcoreano
- 1987 - Jon McLaughlin, calciatore scozzese
- 1987 - Oleg Nedaşkovskïý, calciatore kazako
- 1987 - Timomatic, cantante nigeriano
- 1987 - Alexis Palisson, rugbista a 15 francese
- 1987 - Andrea Petković, ex tennista tedesca
- 1987 - Dawood Saad, calciatore bahreinita
- 1987 - Andrew Sendejo, giocatore di football americano statunitense
- 1987 - Clayton Snyder, attore statunitense
- 1987 - Alexandre Song, ex calciatore camerunese
- 1987 - Milan Stanković, cantante serbo
- 1987 - Kalilou Traoré, ex calciatore maliano
- 1987 - Žarko Udovičić, calciatore serbo
- 1987 - Afrojack, disc jockey e produttore discografico olandese
- 1988 - Bassem Amin, scacchista egiziano
- 1988 - Polizoi Arbëri, ex calciatore albanese
- 1988 - Greg Bolger, calciatore irlandese
- 1988 - Rashad Carmichael, giocatore di football americano statunitense
- 1988 - Chayanisa Chomchuendee, astista thailandese
- 1988 - Danilo D'Ambrosio, calciatore italiano
- 1988 - Dario D'Ambrosio, ex calciatore italiano
- 1988 - Robelis Despaigne, taekwondoka cubano
- 1988 - Sarah Elfreth, politica statunitense
- 1988 - Melissa Gorra, ex fondista italiana
- 1988 - Thiago Grippi, giocatore di calcio a 5 brasiliano
- 1988 - Rob Harvey, arbitro di calcio irlandese
- 1988 - Hüseyin Tok, ex calciatore turco
- 1988 - Ai Kakuma, doppiatrice giapponese
- 1988 - Kim Ju-young, ex calciatore sudcoreano
- 1988 - Marko Kump, dirigente sportivo e ex ciclista su strada sloveno
- 1988 - Riley McKibbin, giocatore di beach volley e pallavolista statunitense
- 1988 - Fernando Paniagua, ex calciatore costaricano
- 1988 - Manuel Riemann, calciatore tedesco
- 1988 - Risa Shimizu, attrice e doppiatrice giapponese
- 1988 - Byron Stingily, giocatore di football americano statunitense
- 1988 - McKey Sullivan, modella statunitense
- 1988 - Ádám Vass, calciatore ungherese
- 1988 - Jo Woodcock, attrice inglese
- 1989 - Dairis Bertāns, cestista lettone
- 1989 - Johnny Cecotto Jr., ex pilota automobilistico venezuelano
- 1989 - Alfonzo Dennard, giocatore di football americano statunitense
- 1989 - Issa Gouo, calciatore burkinabé
- 1989 - Casey Hayward, giocatore di football americano statunitense
- 1989 - Vilfor Hysa, calciatore albanese
- 1989 - Keaghan Jacobs, calciatore sudafricano
- 1989 - Kim In-sung, calciatore sudcoreano
- 1989 - Eric Kush, giocatore di football americano statunitense
- 1989 - Maria Laterza, cestista statunitense
- 1989 - Ridge Munsy, calciatore svizzero
- 1989 - Valeria Papa, pallavolista italiana
- 1989 - Eivinas Zagurskas, calciatore lituano
- 1989 - Overath Breitner da Silva Medina, ex calciatore venezuelano
- 1990 - Sergej Abramov, giocatore di calcio a 5 russo
- 1990 - Mohamed Al Romaihi, calciatore bahreinita
- 1990 - Samantha Michela Capitoni, attrice italiana
- 1990 - Félix Crisanto, calciatore honduregno
- 1990 - Ophélie-Cyrielle Étienne, ex nuotatrice francese
- 1990 - Billy Hamilton, giocatore di baseball statunitense
- 1990 - Igor Ivanović, calciatore montenegrino
- 1990 - Dejan Kravić, cestista serbo
- 1990 - Greta Manuzi, cantante italiana
- 1990 - Mario Maslać, calciatore serbo
- 1990 - Vasco Regini, allenatore di calcio e ex calciatore italiano
- 1990 - Haley Reinhart, cantautrice statunitense
- 1990 - Andrew Smith, cestista statunitense († 2016)
- 1990 - Élvis Vieira Araújo, calciatore brasiliano
- 1991 - Arnold Abelinti, calciatore francese
- 1991 - Kelsey Asbille, attrice statunitense
- 1991 - Julia Boserup, ex tennista statunitense
- 1991 - Lauren Daigle, cantante statunitense
- 1991 - Hunter Hayes, cantautore e musicista statunitense
- 1991 - Sandro Gotal, calciatore austriaco
- 1991 - Boithang Haokip, calciatore indiano
- 1991 - Rhiannan Iffland, tuffatrice australiana
- 1991 - Aleksandar Kukolj, judoka serbo
- 1991 - Jann Mardenborough, pilota automobilistico britannico
- 1991 - Kára McCullough, modella statunitense
- 1991 - Roman Mysak, calciatore ucraino
- 1991 - Ludvig Öhman, calciatore svedese
- 1991 - Oscar, calciatore brasiliano
- 1991 - Danilo Pereira, calciatore guineense
- 1991 - Jonathan Salvador, calciatore cileno
- 1991 - Gözde Yılmaz, pallavolista turca
- 1992 - Frida Amundsen, cantante norvegese
- 1992 - Evan Bruinsma, cestista statunitense
- 1992 - Patrick Farkas, calciatore austriaco
- 1992 - Ezekiel Fryers, ex calciatore inglese
- 1992 - Madiea Ghafoor, velocista olandese
- 1992 - Aboud Omar, calciatore keniota
- 1992 - Philipp Klement, calciatore tedesco
- 1992 - Rick Lovato, giocatore di football americano statunitense
- 1992 - Giuli Manjgaladze, calciatore georgiano
- 1992 - Damian McGinty, cantante e attore britannico
- 1992 - Ibrahim Obayomi, calciatore nigeriano
- 1992 - Dylan Potts, giocatore di football americano statunitense
- 1992 - Vitalij Puchkalo, fondista kazako
- 1992 - Solène Rigot, attrice francese
- 1992 - Gonzalo Romero, hockeista su pista argentino
- 1992 - Ahmed El Sheikh, calciatore egiziano
- 1992 - Eldos Smetov, judoka kazako
- 1992 - Panagiōtīs Triadīs, ex calciatore greco
- 1992 - Kamil Zapolnik, calciatore polacco
- 1993 - Mathieu Babillot, rugbista a 15 francese
- 1993 - Stuart Carswell, calciatore scozzese
- 1993 - D.J. White, giocatore di football americano statunitense
- 1993 - Dominik Frieser, calciatore austriaco
- 1993 - Francesca Genzo, canoista italiana
- 1993 - Asen Georgiev, calciatore bulgaro
- 1993 - Torian Graham, cestista statunitense
- 1993 - Josh Gray, cestista statunitense
- 1993 - Pablo Insua, calciatore spagnolo
- 1993 - Paru Itagaki, fumettista giapponese
- 1993 - Aslan Karacev, tennista russo
- 1993 - Ryōhei Katō, ginnasta giapponese
- 1993 - Adnan Kovačević, calciatore bosniaco
- 1993 - Tat'jana Kurtukova, cantante e pedagogista russa
- 1993 - Luiz Felipe do Nascimento dos Santos, calciatore brasiliano
- 1993 - Terell Ondaan, calciatore guyanese
- 1993 - Foreste Peterson, ex sciatrice alpina statunitense
- 1993 - Brian Pillman Jr., wrestler statunitense
- 1993 - András Radó, calciatore ungherese
- 1993 - Sharon van Rouwendaal, nuotatrice olandese
- 1993 - Charlie Stewart, attore statunitense
- 1993 - Martijn Tusveld, ciclista su strada olandese
- 1993 - Javier Vet, calciatore olandese
- 1994 - Emanuel Archibald, lunghista e velocista guyanese
- 1994 - Jure Balkovec, calciatore sloveno
- 1994 - Kevin Calia, pilota motociclistico italiano
- 1994 - Alice Greppi, calciatrice italiana
- 1994 - Yūto Horigome, calciatore giapponese
- 1994 - Ibrahim Koneh, calciatore camerunese
- 1994 - Kristoffer Jakobsen, sciatore alpino svedese
- 1994 - Sheezan Mohammed Khan, attore indiano
- 1994 - Gilbert Koomson, calciatore ghanese
- 1994 - Mekki Leeper, attore, sceneggiatore e cabarettista statunitense
- 1994 - Matt Macey, calciatore inglese
- 1994 - Jack Marriott, calciatore inglese
- 1994 - Lucas Ontivero, calciatore argentino
- 1994 - Tat'jana Romanova, pallavolista russa
- 1994 - Jesús Rubio, calciatore andorrano
- 1994 - Omer Shapira, ex ciclista su strada israeliana
- 1994 - Yūta Toyokawa, calciatore giapponese
- 1994 - Rwslan Valïwllïn, calciatore kazako
- 1995 - Soufyan Ahannach, calciatore olandese
- 1995 - Ernest Antwi, calciatore ghanese
- 1995 - Sebastián Cardozo, calciatore uruguaiano
- 1995 - Sōya Fujiwara, calciatore giapponese
- 1995 - Nacho Gil, calciatore spagnolo
- 1995 - Michał Helik, calciatore polacco
- 1995 - Ken Hike jr., giocatore di football americano statunitense
- 1995 - Anna Ntountounaki, nuotatrice greca
- 1995 - Alberto Pedrero, canoista spagnolo
- 1995 - Fabien Reboul, tennista francese
- 1995 - Joachim Soltvedt, calciatore norvegese
- 1995 - Stefan Zelger, fondista italiano
- 1996 - Bruno Almeida, calciatore portoghese
- 1996 - Noémie Carage, calciatrice francese
- 1996 - Bersant Celina, calciatore kosovaro
- 1996 - Alan Forrest, calciatore scozzese
- 1996 - Lennard Kämna, ciclista su strada tedesco
- 1996 - Ordane Kanda-Kanyinda, cestista belga
- 1996 - Andreas Karō, calciatore cipriota
- 1996 - Albert Rafetraniaina, ex calciatore malgascio
- 1996 - Jairo Riedewald, calciatore olandese
- 1996 - Matías Ruiz Díaz, calciatore argentino
- 1996 - Lukas Rüegg, pistard e ciclista su strada svizzero
- 1996 - Antoni Segura Jimeno, canoista spagnolo
- 1996 - Duván Vergara, calciatore colombiano
- 1996 - Gabby Williams, cestista statunitense
- 1996 - Stephen Zimmerman, cestista statunitense
- 1997 - Alejandro Artunduaga, calciatore colombiano
- 1997 - László Bénes, calciatore slovacco
- 1997 - Cesare Bisantis, regista e sceneggiatore italiano
- 1997 - Gonzalo Collao, calciatore cileno
- 1997 - Alessandro D'Addario, calciatore sammarinese
- 1997 - Isobel Dalton, calciatrice australiana
- 1997 - Berta Ferreras, sincronetta spagnola
- 1997 - Vladyslav Jemec', calciatore ucraino
- 1997 - Fredrik Jensen, calciatore finlandese
- 1997 - Rachael Karker, sciatrice freestyle canadese
- 1997 - Kameron McGusty, cestista statunitense
- 1997 - Jamie Miller, cantautore e compositore britannico
- 1997 - Javier Ontiveros, calciatore spagnolo
- 1997 - Alberto Reina, calciatore spagnolo
- 1997 - Destiny Slocum, cestista statunitense
- 1997 - Ohis Felix Uduokhai, calciatore tedesco
- 1998 - David Abagna, calciatore ghanese
- 1998 - Manuel Ardao, rugbista a 15 uruguaiano
- 1998 - Richmond Aririguzoh, cestista nigeriano
- 1998 - Beni Baningime, calciatore della Repubblica Democratica del Congo
- 1998 - Dorian Boccolacci, pilota automobilistico francese
- 1998 - Choi Min-jeong, pattinatrice di short track sudcoreana
- 1998 - Colin Dagba, calciatore francese
- 1998 - Neil Farrell Jr., giocatore di football americano statunitense
- 1998 - Marlon Fossey, calciatore statunitense
- 1998 - Dara, cantante bulgara
- 1998 - Dystinct, cantautore belga
- 1998 - Jesús Marimón, calciatore colombiano
- 1998 - Ēdgar Movsesyan, calciatore armeno
- 1998 - Linas Mėgelaitis, calciatore lituano
- 1998 - Petr Nouza, tennista ceco
- 1998 - Jordan Nwora, cestista statunitense
- 1998 - Jamerson Bahia, calciatore brasiliano
- 1998 - Marco Todisco, attore italiano
- 1998 - Jakub Tůma, cestista ceco
- 1998 - Jared Wolfe, giocatore di football americano statunitense
- 1998 - Mikael Ymer, tennista svedese
- 1999 - Amina Anšba, tennista russa
- 1999 - Cristian Cálix, calciatore honduregno
- 1999 - Bilal Hassani, cantante, compositore e youtuber francese
- 1999 - Ronni Hawk, attrice statunitense
- 1999 - Jeon Se-jin, calciatore sudcoreano
- 1999 - Vladimir Kabachidze, calciatore russo
- 1999 - Tobias Kastlunger, sciatore alpino italiano
- 1999 - Matheus Motzo, pallavolista italiano
- 1999 - Jade O'Dowda, multiplista e lunghista britannica
- 1999 - Catalin Tecuceanu, mezzofondista rumeno
- 1999 - Tonio Teklić, calciatore croato
- 1999 - Ambry Thomas, giocatore di football americano statunitense
- 1999 - Kristoffer Velde, calciatore norvegese
- 1999 - Yauheni Zalaty, canottiere bielorusso
- 2000 - Daijahn Anthony, giocatore di football americano statunitense
- 2000 - Elizabeth Balogun, cestista nigeriana
- 2000 - Carson Branstine, tennista statunitense
- 2000 - Liesette Bruinsma, nuotatrice olandese
- 2000 - Pape Fall, calciatore senegalese
- 2000 - Josias Lukembila, calciatore svizzero
- 2000 - Rabbi Matondo, calciatore gallese
- 2000 - Marisa Olislagers, calciatrice olandese
- 2000 - Ricky Pearsall, giocatore di football americano statunitense
- 2000 - Toon Raemaekers, calciatore belga
- 2000 - Wellington Ramírez, calciatore ecuadoriano
- 2000 - Drew Timme, cestista statunitense
- 2000 - Karel Vacek, ex ciclista su strada ceco
- 2000 - Charles Vandervaart, attore canadese

## XXI secolo(27)
- 2001 - Jonathan Varane, calciatore francese
- 2001 - Henrique Jocú, calciatore guineense
- 2001 - Nika Khorkheli, calciatore georgiano
- 2001 - Josh Martin, calciatore inglese
- 2001 - Alexandre Penetra, calciatore portoghese
- 2001 - Ukaleq Slettemark, biatleta groenlandese
- 2001 - Carrington Valentine, giocatore di football americano statunitense
- 2001 - Franco Vega, calciatore argentino
- 2001 - Wilitty Younoussa, calciatore camerunese
- 2001 - Bryan Zaragoza, calciatore spagnolo
- 2002 - Rok Ažnoh, sciatore alpino sloveno
- 2002 - Kevin Parzajuk, calciatore paraguaiano
- 2002 - Timothée Pembélé, calciatore francese
- 2002 - Fran Pérez, calciatore spagnolo
- 2002 - Facundo Saravia, calciatore uruguaiano
- 2002 - Sergej Volkov, calciatore russo
- 2002 - Jhon Jhon, calciatore brasiliano
- 2003 - Olaus Alinen, giocatore di football americano finlandese
- 2003 - Laura Blindkilde, calciatrice inglese
- 2003 - Rafael Profini, calciatore argentino
- 2003 - Niko Sigur, calciatore canadese
- 2003 - Zoran Vučeljić, cestista montenegrino
- 2004 - Marselino Ferdinan, calciatore indonesiano
- 2004 - Jorg Schreuders, calciatore olandese
- 2005 - Charles-Antoine Goulet, sciatore alpino canadese
- 2006 - Alessio Raballo, calciatore cubano
- 2023 - Sonam Yangden Wangchuck, principessa bhutanese

## Senza anno specificato(2)
- Aureliano, militare e imperatore romano († 275)
- Nicola Filotesio, pittore, architetto e scultore italiano